# Соколов Микола Олександрович
Микола Олександрович Соколов (8 (21) липня 1903, Царицино, — 17 квітня 2000, Москва) — російський радянський графік і карикатурист, живописець. Художник групи «Кукринікси».
Академік АХ СРСР (1947). Народний художник СРСР (1958). Герой Соціалістичної Праці (1973). Лауреат Ленінської (1965), п'яти Сталінських (1942, 1947, 1949, 1950, 1951) і Державної премії СРСР (1975).

## Біографія
Народився в селі Царицино під Москвою. Юнацькі роки провів у місті Рибінськ, де займався в зображувальній студії Пролеткульт.
Після закінчення початкової школи вступив до Московського реального училища Воскресенського. Його однокласником був Сергій Образцов.
Один із засновників Кукриніксів, творчого колективу радянських художників-графіків і живописців, до якого входили дійсні члени АХ СРСР, народні художники СРСР, Герої Соціалістичної Праці Михайло Купріянов (1903—1991) і Порфирій Крилов (1902—1990).
Помер 17 квітня 2000 року. Похований у Москві на Новодівочому кладовищі (ділянка № 10).

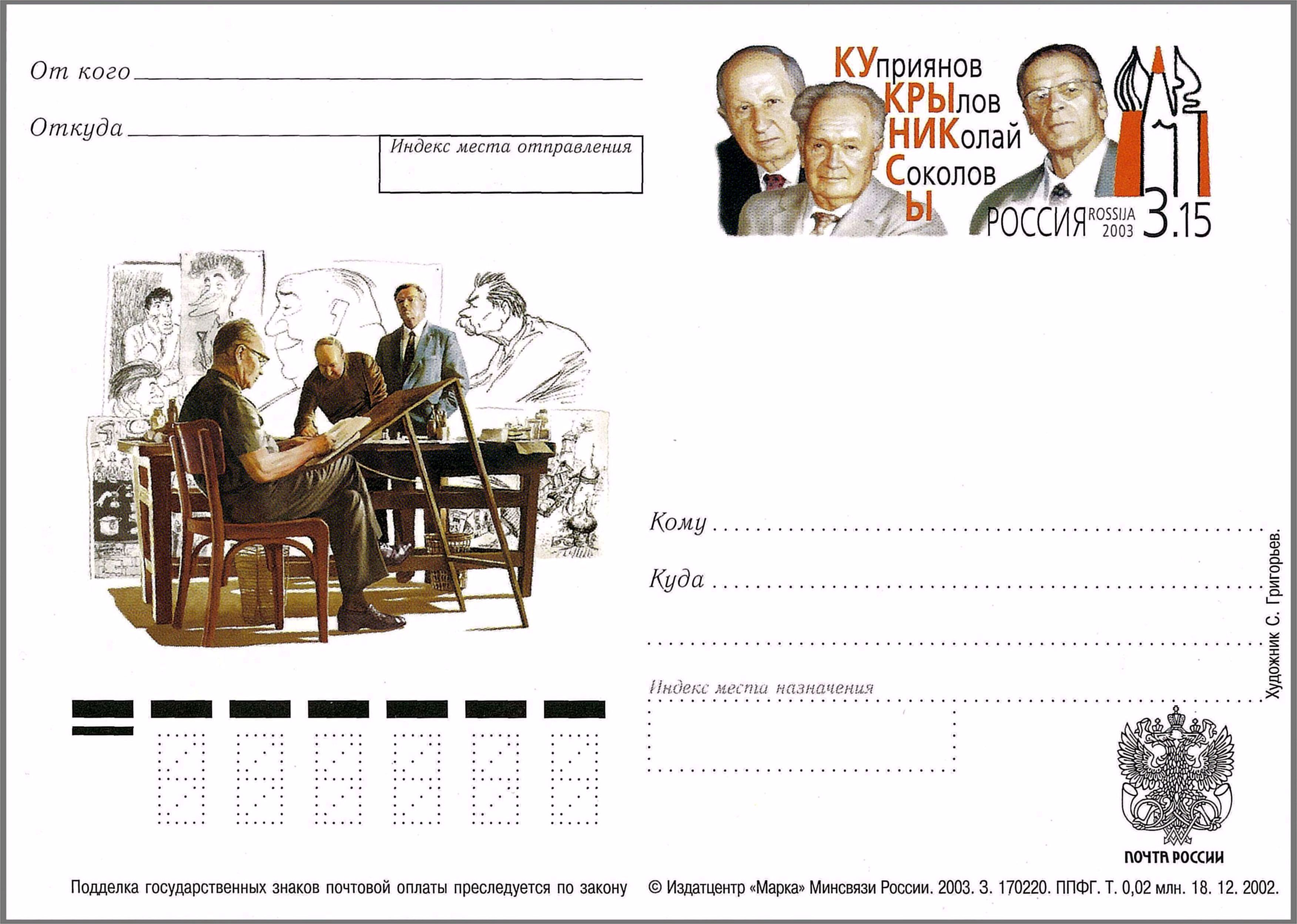
Кукринікси. Поштова карточка з оригінальною маркою, Росія, 2003 рік

## Нагороди та премії
- Герой Соціалістичної Праці (1973)
- 2 ордени Леніна (04.05.1962; 20.07.1973)
- орден Жовтневої Революції (21.07.1983)
- орден Вітчизняної війни 1-ого степеня (23.09.1945)
- орден Дружби народів (20.10.1993)[6]
- медалі
- народний художник СРСР (1958)
- Ленінська премія (1965) — за серію політичних карикатур, надрукованих у газеті «Правда» і журналі «Крокодил»
- Сталінська премія першого ступеня (1942) — за серію політичних плакатів і карикатур
- Сталінська премія першого ступеня (1947) — за ілюстрації творів Антона Чехова
- Сталінська премія першого ступеня (1949) — за картину «Кінець» (1947-1948)
- Сталінська премія другого ступеня (1950) — за політичні карикатури та ілюстрації книги М. Горького «Фома Гордєєв»
- Сталінська премія першого ступеня (1951) — за серію плакатів «Підпалювачі війни» та інші політичні карикатури, а також за ілюстрації до роману М. Горького «Мати»
- Державна премія СРСР (1975) — за ілюстрації та оформлення книги Миколи Лєскова «Лівша»
- Державна премія РРФСР імені І. Є. Рєпіна (1982) — за ілюстрації та оформлення книги М.Є. Салтикова-Щедріна «Історія одного міста»
- Почесний громадянин Рибінська (1985)